# Poa chonotica
Poa chonotica är en gräsart som beskrevs av Rodolfo Amando Philippi. Poa chonotica ingår i släktet gröen, och familjen gräs. Inga underarter finns listade i Catalogue of Life.